# Gauliga Berlin-Brandenbourg
Pour un article plus général, voir Gauliga.
La Gauliga Berlin-Brandebourg (en allemand : Gauliga Berlin-Bandeburg) fut une ligue de football (de division 1) imposée par le NSRL en 1933.
Dès leur arrivée au pouvoir en mars 1933, Adolf Hitler et le NSDAP imposèrent une réorganisation administrative radicale (voir Liste des Gaue) à l'Allemagne. Administrativement, deux Gaue ("Berlin et Brandebourg") remplacèrent les anciennes provinces prussiennes du même nom de la république de Weimar.
La Gauliga Berlin-Brandebourg fut démantelée en 1945.

## Généralités
La ligue fut mise sur pied en 1933 par 12 clubs (10 Berlinois et 2 du Brandebourg). Elle remplaça l’ancienne Oberliga Berlin-Brandenburg en activité jusqu’alors.
Les clubs de la Gauliga Berlin-Brandenbourg brillèrent assez peu durant la période 1933-1945. Aucun club de cette ligue n’atteignit ni la finale du championnat national, ni celle de la Tschammer Pokal (lancêtre de l’actuelle DFB-Pokal). Précédemment, le Hertha BSC Berlin avait disputé six finales nationales d’affiliée, entre 1926 et 1931, mais sans en remporter aucune (un record). Le déclin du football berlinois était réel.
Lors de sa première saison, la ligue aligna 12 clubs qui se rencontrèrent en aller/retour. Le champion participa à la phase finale du championnat national, jouée par élimination directe. Les équipes classées aux trois dernières places furent reléguées. Lors de la saison suivante, la ligue fut réduite à 11 équipes. 
Lors de la saison 1935-1936, la Gauliga Berlin-Brandebourg eut 10 participants et seuls les deux derniers descendirent. Cette méthode resta en application jusqu’en 1939.
En 1939-1940, la ligue fut scindée en deux groupes de six équipes. Une finale jouée en aller-retour désigna le champion. La saison suivante, on en revint au principe d’une série unique, cette fois avec 12 clubs, dont les quatre derniers furent relégués. En 1941-1942, au format de dix équipes avec deux descendants. Ce système fut maintenu jusqu’en 1944.
Pour la saison 1944-1945, la ligue eut un onzième club. Mais l’écroulement imminent de l’Allemagne nazie affecta logiquement le déroulement des compétitions sportives. Comme toutes les autres Gauligen, la Gauliga Berlin-Brandenbourg ne termina pas cette saison 44-45. La compétition s’arrêta alors que les équipes avaient disputé 13 des 20 rencontres prévues et que le Berliner SV 92 avait déjà renoncé.

Les "secteurs d'occupation" de Berlin en 1945

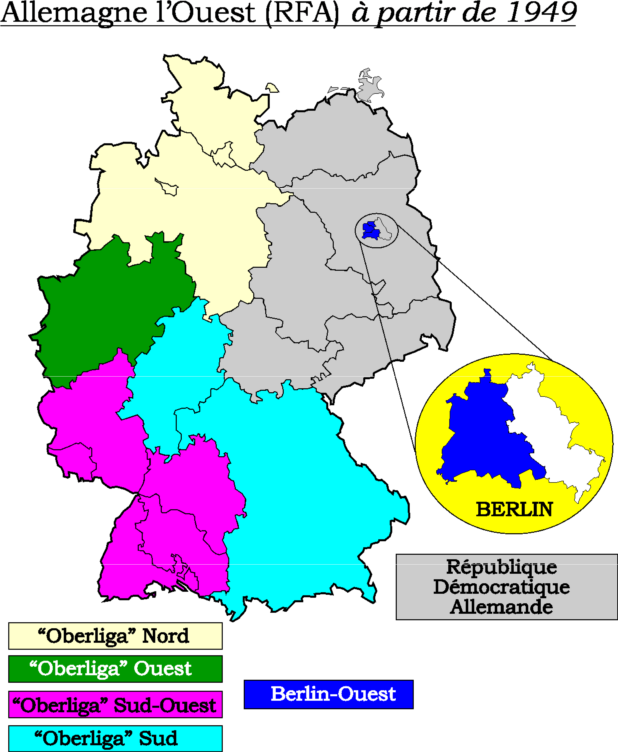
Les "Oberligen" en 1949

Après la capitulation sans conditions de l’Allemagne nazie, Berlin, capitale du IIIe Reich fut placée sous le contrôle des Alliés. La ville fut découpée en quatre secteurs: un Américain, un Britanniquen un Français et un Soviétique.
Les vestiges du Nazisme furent balayés par les Alliés qui ne manquèrent pas (à juste titre) de démanteler le NSRL. Toute l’orgasation sportive allemande, y compris celle des fédérations et des clubs dut être réinstaurée. 
Du point de vue football, les clubs berlinois de la zone Ouest, c'est-à-dire celle contrôlée par les Américains, les Britanniques ou les Français furent intégrés à une nouvelle strucutre mise en place par la DFB : l'Oberliga Berlin. Celle-ci aurait aussi du englober les clubs du secteur contrôlé par les Soviétiques. Mais la guerre froide succéda assez rapidement au second conflit mondial, Les équipes de la partie Est de Berlin et celle du Brandebourg firent désormais faire partie de la RDA qui organisa la DDR-Oberliga. Sous le joug communiste tous les anciens clubs furent virtuellement dissous et ceux qui perdurèrent reçurent de nouvelles dénominations (dont certaines seront modifiées plusieurs fois par les autorités Est-allemandes). 
Après la réunification allemande de 1990, plusieurs clubs reprendront leur nom d'avant 1945.

## Clubs fondateurs de la Gauliga Berlin-Brandebourg
Ci-dessous, les 12 clubs qui fondèrent la Gauliga Berlin-Brandebourg et leur position dans l’ancienne Oberliga Berlin-Brandenburg en 1932-1933:
- BFC Viktoria 89, vainqueur du Groupe A
- Hertha BSC Berlin, vainqueur du Groupe B
- Tennis Borussia Berlin, 2e du Groupe A
- Blau-Weiß 90 Berlin, 5e du Groupe A
- Berliner SV 92, 5e du Groupe B
- SC Minerva 93 Berlin, 3e du Groupe B
- Union 06 Oberschöneweide, 6e du Groupe A
- Spandauer SV, 3e du Groupe A
- VfB Pankow, 2e du Groupe B
- BV Luckenwalde, 4e du Groupe B
- SC Wacker 04 Tegel, 4e du Groupe A
- SV Cottbus-Süd, ce club joua dans le championnat de Niederlausitz.

## Champions et vice-champions de la Gauliga Berlin-Brandenbourg
| Saisons | Champions                | Vice-champions         |
| 1933-34 | BFC Viktoria 89          | Hertha BSC Berlin      |
| 1934-35 | Hertha BSC Berlin        | BFC Viktoria 89        |
| 1935-36 | Berliner SV 92           | SC Minerva 93 Berlin   |
| 1936-37 | Hertha BSC Berlin        | Berliner SV 92         |
| 1937-38 | Berliner SV 92           | Hertha BSC Berlin      |
| 1938-39 | Blau-Weiß 90 Berlin      | Hertha BSC Berlin      |
| 1939-40 | Union 06 Oberschöneweide | Blau-Weiß 90 Berlin    |
| 1940-41 | Tennis Borussia Berlin   | Hertha BSC Berlin      |
| 1941-42 | Blau-Weiß 90 Berlin      | Tennis Borussia Berlin |
| 1942-43 | Berliner SV 92           | SG Lufthansa Berlin    |
| 1943-44 | Hertha BSC Berlin        | SG Lufthansa Berlin    |

## Classements dans la Gauliga Berlin-Brandenbourg de 1933 à 1944
| Club                      | 1934 | 1935 | 1936 | 1937 | 1938 | 1939 | 1940 | 1941 | 1942 | 1943 | 1944 |
| ------------------------- | ---- | ---- | ---- | ---- | ---- | ---- | ---- | ---- | ---- | ---- | ---- |
| BFC Viktoria 89           | 1    | 2    | 6    | 7    | 10   |      | 6    |      |      |      |      |
| Hertha BSC Berlin         | 2    | 1    | 3    | 1    | 2    | 2    | 5    | 2    | 3    | 3    | 1    |
| Tennis Borussia Berlin    | 3    | 6    | 4    | 5    | 3    | 3    | 5    | 1    | 2    | 5    | 9    |
| Blau-Weiß 90 Berlin       | 4    | 4    | 7    | 10   |      | 1    | 1    | 3    | 1    | 4    | 5    |
| Berliner SV 92            | 5    | 3    | 1    | 2    | 1    | 6    | 4    | 10   |      | 1    | 6    |
| SC Minerva 93 Berlin      | 6    | 5    | 2    | 9    |      | 4    | 4    | 4    | 7    | 7    | 10   |
| Union 06 Oberschöneweide  | 7    | 10   |      | 4    | 6    | 5    | 1    | 7    | 10   |      |      |
| Spandauer SV              | 8    | 8    | 10   |      |      |      | 3    | 9    |      |      |      |
| VfB Pankow                | 9    | 7    | 9    |      |      |      |      |      |      |      |      |
| BV Luckenwalde            | 10   |      |      |      |      |      |      |      |      |      |      |
| SC Wacker 04 Tegel        | 11   |      | 5    | 3    | 4    | 9    |      | 6    | 4    | 8    | 8    |
| SV Cottbus-Süd 3          | 12   |      |      |      |      |      |      |      |      |      |      |
| Polizei SV Berlin         |      | 9    |      |      |      |      | 6    | 5    |      | 9    |      |
| 1. FC Guben               |      | 11   |      |      |      |      |      |      |      |      |      |
| SV Nowawes 03 2           |      |      | 8    | 8    | 9    |      |      |      |      |      | 3    |
| SV Elektra 1              |      |      |      | 6    | 5    | 7    | 3    | 11   |      |      |      |
| CSC/Friesen               |      |      |      |      | 7    | 10   |      |      |      |      |      |
| Brandenburger SC 05       |      |      |      |      | 8    | 8    | 2    | 8    | 9    |      |      |
| Lufthansa SG Berlin       |      |      |      |      |      |      | 2    | 5    | 8    | 2    | 4    |
| Berliner SC Tasmania 1900 |      |      |      |      |      |      |      | 12   |      | 6    | 7    |
| SV Sturm Grube Marga      |      |      |      |      |      |      |      |      | 6    | 10   |      |
| Luftwaffe-SV Berlin       |      |      |      |      |      |      |      |      |      |      | 2    |
|                           |      |      |      |      |      |      |      |      |      |      |      |

Source:« Gauliga Berlin-Brandenburg », Das deutsche Fussball-Archiv (consulté le 12 avril 2009)
- 1 SV Bewag fut renommé SV Elektra en 1938.
- 2 En 1938, le SV 03 Nowawes fut renommé SV Babelsberg 03. En 1939, il fusionna avec le Sportfreunde Potsdam pour former le SpVgg Potsdam 03.
- 3 SV Cottbus-Süd était le fruit d'une fusion entre CSC/Friesen et Cottbus FV 98. Cette fusion fut annulée en 1934. Par la suite, CSC/Friesen rejoua deux saisons en Gauliga.

## Sources
- The Gauligas Das Deutsche Fussball Archiv (in German)
- Germany - Championships 1902-1945 sur RSSSF.com
- Die deutschen Gauligen 1933-45 - Heft 1-3 (de) Classements des Gauligen 1933-45, publisher: DSFS

## Sources et liens externes
- The Gauligas Das Deutsche Fussball Archiv (in German)
- Germany - Championships 1902-1945 at RSSSF.com
- Die deutschen Gauligen 1933-45 - Heft 1-3 (de) Classements des Gauligen 1933-45, publisher: DSFS